# Công Tôn Diễn
Công-tôn Diễn (chữ Hán: 公孫衍, 360 TCN-300 TCN), còn gọi là Tê Thủ (犀首), là chính khách thời Chiến Quốc, thuộc học phái Tung hoành gia, là một trong những người cầm đầu đường lối hợp tung (tung thân) lập liên minh các nước miền đông chống nước Tần.

## Làm quan nước Ngụy

### Phát động Hợp-Tung
Ngụy Huệ vương lập tức trọng dụng Công tôn Diễn, phong làm tướng quốc. Ông luôn theo dõi mọi hành động của Trương Nghi, đề xướng kế sách hợp tung, kêu gọi các chư hầu phía đông nên cùng liên kết để chống lại nước Tần hùng mạnh nổi lên ở phía tây.
Năm 325 TCN, Tần Huệ Văn công xưng vương, tức là Tần Huệ Văn vương. Năm 323 TCN, theo kế sách liên hoành của Trương Nghi, Tần Huệ Văn vương gặp và liên minh với Tề Tuyên vương, Sở Hoài vương. Cùng lúc, Tê Thủ kiến nghị Ngụy Huệ vương hội kiến với vua các nước Hàn, Triệu, Yên và Trung Sơn. Khi đó Hàn và Ngụy đã xưng vương, 3 nước Yên, Triệu và Trung Sơn chưa xưng vương. Tại cuộc hội kiến này, theo đề nghị của nước Ngụy, 3 nước Yên, Triệu và Trung Sơn chính thức xưng vương và được Hàn, Ngụy công nhận. Đó là sự kiện "5 nước cùng xưng vương" ("Ngũ quốc tương vương"), tiến hành hợp tung, thực hiện một mặt trận liên hợp để chống khối liên minh của Tần, Tề, Sở.
Sự kiện "ngũ quốc tương vương" là thắng lợi lớn trong thiết lập liên minh để tự cường của nước Ngụy. Điều đó làm cho nước Tề lo ngại nên tìm cách phá hoại. Tề Tuyên vương muốn ly gián Trung Sơn với Triệu và Ngụy, rồi sau đó lại tìm cách ly gián Trung Sơn với Yên và Triệu, nhưng đều không thành công.

### Bị thất thế
Cuối năm 323 TCN, Sở Hoài vương cùng liên hoành với Tần, mang quân tấn công phía nam nước Ngụy. Tướng Sở là Chiêu Dương đánh bại quân Ngụy ở Tương Lăng, chiếm đóng 8 ấp của nước Ngụy.
Kế đó, để phá kế hợp tung của Công Tôn Diễn, năm 322 TCN, Trương Nghi từ nước Tần sang nước Ngụy thuyết phục Ngụy vương liên hoành với nước Tần và Hàn để tấn công Tề và Sở. Ngụy Huệ vương sau nhiều năm chiến tranh, hiện trạng lúc đó phía nam bị thất thế với quân Sở, nên muốn hòa giải với nước Tần để có đồng minh chống Sở. Do đó Ngụy Huệ vương trọng dụng Trương Nghi, phong làm tướng quốc và xa lánh Công Tôn Diễn.
Thực chất, Trương Nghi không có ý định liên kết Ngụy với Tần và Hàn để chống Sở giúp nước Ngụy, mà chỉ dụng tài biện bác để kéo Ngụy sang phía Tần, rồi lần lượt dùng cách tương tự để đưa các nước khác vào liên minh với Tần.

### Lấy lại địa vị
Trước sự thắng thế của Trương Nghi, Công Tôn Diễn tìm cách ngăn chặn. Ông sai người sang nước Hàn, nói với tông thất nước Hàn là Hàn Công Thúc biết tác hại liên minh giữa Tần và Ngụy với nước Hàn: hai nước này dự định cùng đánh Hàn để xé đất, nếu nước Hàn trọng dụng ông thì ông có thể phá liên hoành Tần-Ngụy đó. Hàn Công Thúc tán thưởng ý kiến của Công Tôn Diễn và mời ông sang nước Hàn lo việc quốc sự.
Cùng lúc, Tề và Sở thấy việc liên hoành giữa Ngụy với Tần bất lợi cho mình, nên Tề Tuyên vương và Sở Hoài vương cùng công khai ủng hộ Công Tôn Diễn làm tướng quốc nước Ngụy để phá liên minh đó.
Ngụy Huệ vương vốn muốn lợi dụng quân Tần để chống Sở và Tề, nhưng sau đó nhận ra Trương Nghi chỉ muốn kéo mình sang phía nước Tần, nên rất bất mãn, không chịu thần phục nước Tần. Tần Huệ Văn vương thấy Ngụy Huệ vương không thần phục bèn ra quân đánh Ngụy.
Thấy nước Tần phát động chiến tranh chống Ngụy, các nước Tề, Sở, Yên, Triệu đều lo lắng. Các nước này cùng nhau ủng hộ chủ trương hợp tung của Công Tôn Diễn, mời ông tham gia bàn thảo kế sách cho nước mình. Năm 319 TCN, Ngụy vương thấy chư hầu mời Công Tôn Diễn bèn đuổi Trương Nghi trở về nước Tần và đưa Công Tôn Diễn trở lại làm tướng quốc chủ trì chính sự. Kết quả Công Tôn Diễn được đeo ấn tướng quốc 5 nước chư hầu, càng tích cực đẩy mạnh phong trào hợp tung.

## Hợp binh đánh Tần
Sau khi Trương Nghi về Tần lại được Tần Huệ Văn vương cho làm tướng quốc. Vua nước Nghĩa Cừ đến triều kiến nước Ngụy. Tê Thủ nghe tin Trương Nghi lại làm thừa tướng nước Tần, ghét Nghi, bèn nói với vua nước Nghĩa Cừ rằng nếu các nước ở Sơn Đông (tức phía đông nước Tần) không làm gì thì Tần được dịp cướp bóc nước Nghĩa Cừ, nếu các nước đánh Tần, Tần sẽ phải mang lễ vật để biếu nước Nghĩa Cừ. Quả nhiên Tần Huệ Văn vương lo ngại các chư hầu liên hợp tấn công mình, nên nghe theo lời Trần Chẩn, sai sứ mang lễ vật tặng vua Nghĩa Cừ để được yên ổn biên giới với Nghĩa Cừ.
Sang năm 318 TCN, 4 nước Hàn, Triệu, Yên, Sở theo lời kêu gọi của Tê Thủ, quyết định hợp binh với nước Ngụy cùng đánh nước Tần, cử Sở Hoài vương làm Tung trưởng. Tuy nhiên cuối cùng chỉ có 3 nước Hàn, Triệu, Ngụy (Tam Tấn) thực sự xuất quân hợp lực tấn công nước Tần.
Khi quân 3 nước tiến đến cửa ải Hàm Cốc thì bị tướng Tần là Thứ trưởng Sư Lý Tật đánh phủ đầu. Vì tổ chức quân 3 nước lỏng lẻo nên không địch nổi quân Tần, phải rút về phía đông. Sang năm 317 TCN, Sư Lý Tật đánh bại quân Hàn, Triệu, Ngụy tại Tu Ngư, hơn 8 vạn quân chư hầu bị giết, tướng Thân Sai bị Tần bắt sống.
Nhưng trong lúc quân Tần đối phó với quân 3 nước thì vua Nghĩa Cừ lại phát binh đánh Tần, đánh bại quân Tần ở gần ấp Lý Bá.
Trận thua quân Tần ở Tu Ngư khiến liên quân hợp tung của Công Tôn Diễn thất bại.
Không rõ sau này Công Tôn Diễn rời chức vụ tướng quốc nước Ngụy và mất năm nào, chỉ biết người kế tục ông làm tướng quốc nước Ngụy là Điền Nhu (người vốn có quan điểm chính trị trái ngược với Công Tôn Diễn) được bổ nhiệm năm 316 TCN, 1 năm sau thất bại của liên quân ở Tu Ngư.
Đương thời vì sự đối đầu giữa Công Tôn Diễn và Trương Nghi với hai chính sách hợp tung và liên hoành, Cảnh Xuân cho rằng: "Công Tôn Diễn và Trương Nghi chẳng lẽ không phải là trượng phu chân chính sao? Họ tức giận lên thì các chư hầu đều sợ, họ sống yên thì các rắc rối đều chấm dứt".